# Pomera silvestre europea
La pomera silvestre europea o pomer bord (Malus sylvestris), és una espècie d'arbre dins el gènere de les pomeres (Malus) que és natiu d'Europa arribant fins al sud a la península Ibèrica, Itàlia i Grècia i cap al nord fins a Escandinàvia i Rússia. El seu nom científics “Sylvestris”” indica que és una espècie de pomera dels boscos. Aquestes pomeres quan són realment silvestres (no una pomera comuna asilvestrada) tenen punxes.
En temps passats es considerava que M. sylvestris era un antecessor important de la pomera cultivada comuna (Malus domestica), però actualment se sap que el principal antecessor de la pomera comuna és l'espècie de l'Àsia central M. sieversii. Tanmateix, una anàlisi d'ADN recent mostra que també M. sylvestris ha contribuït com antecessor de M. domestica.

## Descripció
Les fulles fan de 5 a 11 cm de llarg i són d'el·líptiquea a ovades.
Les seves flors són hermafrodites, els pètals blancs o rosats i són pol·linitzades pels insectes. El fruit és arrodonit i fa un diàmetre d'uns 30 mm. De les seves fulles s'alimenta l'eruga del lepidòpter Smerinthus jamaicensisi possiblement també Scythropia crataegella.

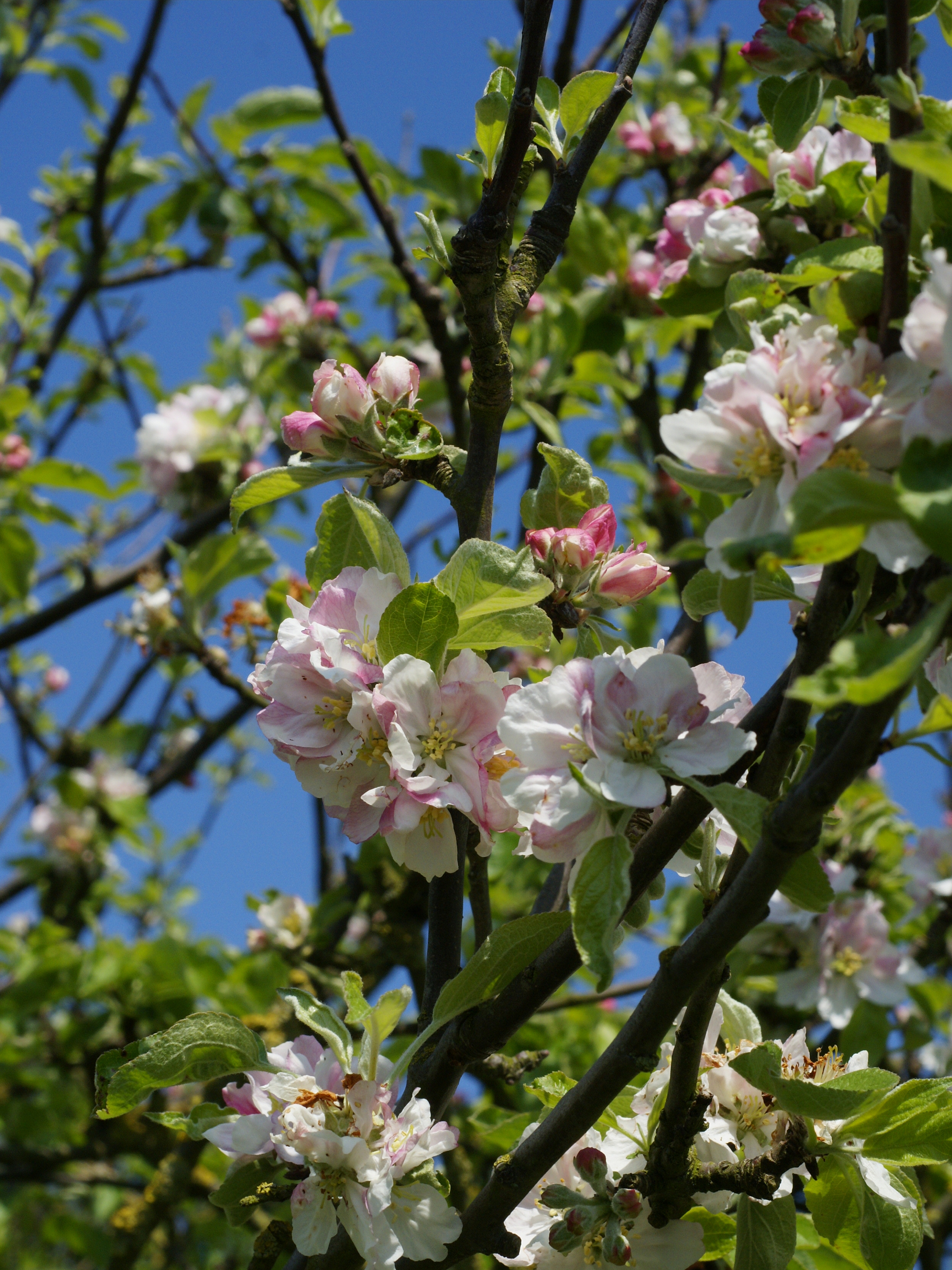
Flors
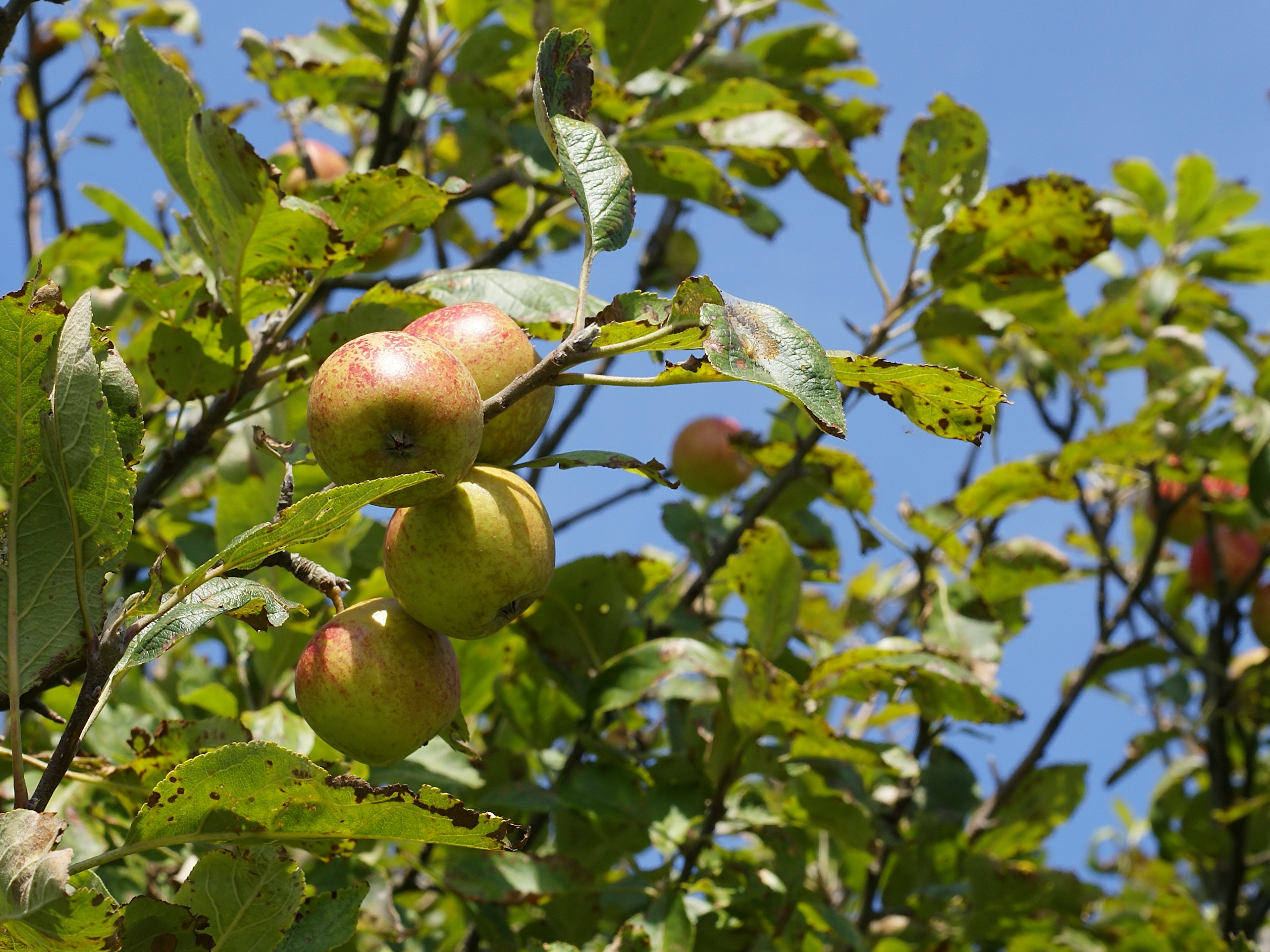
Fruits